# Branko Manoilowski
Branko Manoilowski (mac. Бранко Маноиловски; ur. 2 sierpnia 1941 w Kiczinicy) – północnomacedoński polityk pochodzenia albańskiego, z wykształcenia inżynier agronom.

## Życiorys
Uczęszczał do szkoły średniej w Gostiwarze, a w 1967 roku ukończył studia na Uniwersytecie w Zagrzebiu, następnie przez prawie 50 lat w Chicago. Po powrocie do Macedonii wziął udział w wyborach parlamentarnych w 2016 roku, w wyniku których uzyskał mandat do Zgromadzenia Republiki Macedonii z ramienia Demokratycznego Związku na rzecz Integracji.

## Życie prywatne
Syn Zafiry i Manojla. Żonaty, ma dwóch synów i córkę.